# Deutsche Gesellschaft für Psychologie
Die Deutsche Gesellschaft für Psychologie (DGPs) ist eine Vereinigung der in Forschung und Lehre tätigen Psychologen und Psychologinnen  als wissenschaftliche Fachgesellschaft für das Fach Psychologie. Sitz der DGPs ist Berlin, wo sich auch die Geschäftsstelle befindet. Die Rechtsform ist die eines rechtsfähigen eingetragenen Vereins. Aktuelle Präsidentin ist Eva-Lotta Brakemeier.

## Ziele und Mitgliedschaft
Die DGPs, die sich als wissenschaftliche Fachgesellschaft versteht, verfolgt gemeinnützige Zwecke insbesondere durch:
- Veranstaltung von Fachkongressen in der Regel alle zwei Jahre
- Förderung der intradisziplinären Kommunikation innerhalb des Gesamtgebietes der Psychologie (innerhalb der Psychologie werden verschiedene Disziplinen als Grundlagen- und Anwendungsfächer unterschieden)
- Anregung von psychologischen und interdisziplinären Forschungsprogrammen
- Förderung von Fachpublikationen (dabei besondere Berücksichtigung von Open Science)
- Sicherung und Erweiterung der Stellung der Psychologie an Hochschulen, in Forschungsinstituten und sonstigen wissenschaftlichen Einrichtungen, im Schulunterricht und anderen Ausbildungsbereichen sowie in der Öffentlichkeit.
- Förderung des wissenschaftlichen Nachwuchses der Psychologie (Unterstützung postgradualer wissenschaftlicher Qualifizierungen als auch die frühzeitige Förderung des internationalen wissenschaftlichen Austausches).
- Mitwirkung bei der Regelung des psychologischen Ausbildungs- und Prüfungswesens (Empfehlung der DGPs zu Inhalt und Ablauf von Bachelor- und Masterstudiengängen sowie der Benennung der Abschlüsse)[3]
- Mitwirkung an der Fort- und Weiterbildung für graduierte Psychologen, insbesondere an dem wissenschaftlichen Teil solcher Programme.
- Benennung von Sachverständigen sowie Gutachtern für Forschungsförderungs- und sonstige Institutionen.
- Vorbereitung von Stellungnahmen zu wissenschaftlichen Fragen der Psychologie.
- Zusammenarbeit mit psychologischen Berufsverbänden, mit Nachbardisziplinen und mit anderen wissenschaftlichen Vereinigungen. In derartigen Kooperationen vertritt die DGPs die wissenschaftlichen Belange der Psychologie.
- Mitarbeit in internationalen wissenschaftlichen Vereinigungen und Verbänden.
- Information der Öffentlichkeit über Stand und Entwicklung der Psychologie.

Die DGPs bildet seit 1964 zusammen mit dem Berufsverband Deutscher Psychologinnen und Psychologen e. V. (BDP) die Föderation Deutscher Psychologenvereinigungen als Vertretung für alle Fragen, die Wissenschaft, berufliche Praxis sowie internationale Vertretungen (z. B. International Union of Psychological Science) betreffen.
Das offizielle Organ der DGPs ist heute die Psychologische Rundschau. Diese Fachzeitschrift erscheint seit 1949 vierteljährlich im Hogrefe-Verlag und sie erhalten alle Mitglieder ohne Extrakosten. Erstes offizielles Organ war die Zeitschrift für Psychologie bis 1945, sie wurde von Kurt Gottschaldt erst 1954 als allgemeine psychologische Fachzeitschrift wiederbegründet.
Die Gesellschaft hat mit Stand Juli 2025 über 5'800 Mitglieder. Ordentliches Mitglied kann werden, wer promoviert und darüber hinaus eine wissenschaftliche Arbeit vorgelegt hat. Bevor diese Bedingungen erfüllt sind, kann man assoziiertes Mitglied werden, wenn man wissenschaftlich tätig ist. Studierende in Master of Science-Studiengängen der Psychologie oder äquivalenten Studiengängen können studentische Mitglieder werden. Eine Aufnahme als studentisches, assoziiertes oder als ordentliches Mitglied erfordert eine Empfehlung von zwei Mitgliedern der DGPs und die Zustimmung des Vorstandes.  Ein Ehrengericht ist das Disziplinarorgan der DGPs.
Die DGPs wird von einem siebenköpfigen Vorstand präsidiert, ein Vertreter der Jungmitglieder ist seit 2014 darunter. Die Wahlperiode beträgt 2 Jahre, Wahlen sind mit den Mitgliederversammlungen verbunden.
Die DGPs hat ihren Gesellschaftssitz in Berlin, wo 4 Personen angestellt sind (Büroleitung und wissenschaftliche Referentin, Pressereferentin, 2 Personen für Mitglieder und Finanzen).

## Gremien der DGPs bzw. mit Beteiligung der DGPs
Folgende Kommissionen und Arbeitsgruppen sind 2025 aktiv:
- Ethikkommission (Prüfung und Stellungnahme zur ethischen Vertretbarkeit der Ziele und Verfahrensweisen psychologischer Forschungsvorhaben)
- Kommission Open Science (seit 2019; Konzepte zum Thema Open Science in der Lehre entwickeln, über neue Entwicklungen informieren und motivieren, Open Science zu praktizieren).
- Kommission Psychologie und Psychotherapie (Interessen der DGPs bei der Novellierung des Psychotherapeutengesetzes vertreten). Das im September 2020 in Kraft getretene neue Psychotherapeutengesetz stellt Anforderungen an das Bachelor- und Masterstudium (Schwerpunkt Klinische Psychologie und Psychotherapie, Abschluss eine zusätzliche staatliche Approbationsprüfung)[11]
- Kommission Studium und Lehre (Handlungsempfehlungen für Studium und Lehre und deren Qualitätssicherung erarbeiten)
- Kommission „Anreizsystem, Machtmissbrauch und wissenschaftliches Fehlverhalten“ (Handreichung verfassen, die Vorschläge enthält, wie strukturelle Anreize zum Machtmissbrauch in der Wissenschaft verringert werden können)
- Kommission Psychologie in den Lehramtsstudiengängen
- Arbeitsgruppe „Förderung der Verbundforschung“
- Kommission zur Prüfung der Anträge auf Akkreditierung von Weiterbildungsstudiengängen in Psychologischer Psychotherapie
- Kommission Steuerungsgruppe Leitlinien (Leitlinien für die Behandlung psychischen Störungen bei Erwachsenen sowie bei Kindern und Jugendlichen).
- Arbeitsgruppe Künstliche Intelligenz: Wie kann Künstliche Intelligenz (KI) gewinnbringend in der Schule eingesetzt werden? Welche Chancen und Risiken gibt es beim Einsatz von KI in der Arbeitswelt? Wie wird KI psychotherapeutische Diagnostik und Interventionen verändern[12]
- Arbeitsgruppe CoARA (Coalition for Advancing Research Assessment - Initiative, die sich für eine faire, transparente und qualitative Weiterentwicklung der Bewertung wissenschaftlicher Forschung einsetzt).
- Seit 2020 verfügt die Deutsche Gesellschaft für Psychologie über ein zentrales Ombudsgremium. Dieses beschäftigt sich mit Fragen der guten wissenschaftlichen Praxis, wissenschaftlichem Fehlverhalten, sowie mit Fehlverhalten am Arbeits- und Studienplatz an psychologischen Instituten in Deutschland.[13]

Daneben gibt es folgende Föderative Kommissionen (DGPs und Berufsverband Deutscher Psychologinnen und Psychologen):
- Fachgremium Rechtspsychologie
- Föderative Richtlinienkommission Ethik
- Diagnostik- und Testkuratorium (DTK)
- Nationale Anerkennungskommission EuroPsy (NAK)
- Leitlinien Soziarechtliche Begutachtung
- Psychologie an Schulen

Weitere Kommissionen unter Teilnahme der DGPs außerhalb der Föderation Deutscher Psychologenvereinigungen sind
- der Gesprächskreis der Psychotherapeutenverbände (GK-II) Zusammenschluss von 35 psychotherapeutischen Verbänden in Deutschland, 3 Vertreter der DGPs,
- die Jury zur Vergabe des „Deutschen Psychologiepreises“ (DGPs, BDP, Bundespsychotherapeutenkammer und Leibniz-Institut für Psychologie (ZPID) als Trägerorganisationen)[14]

Die Jungmitgliedervertretung setzt sich aus einem Mitglied im Vorstand sowie Jungmitgliedervertretungen in jeweiligen Fachgruppen (Vertreter und Stellvertreter) Dies soll studentischen Mitgliedern sowie Mitgliedern, die bisher keine ordentliche Professur innehaben, eine offizielle Plattform geben.

### Fakultätentag Psychologie
Der am 18. Mai 2015 in Frankfurt am Main gegründete Fakultätentag Psychologie vereint Stand Juli 2025 64 universitäre Institute aus Deutschland und 3 assoziierte Mitgliedsinstitute aus dem Ausland. Er ist „Ansprechpartner bei Gesprächen auf politischer Ebene, um die Interessen der psychologischen Institute deutscher Universitäten zu vertreten. Er soll außerdem der Kommunikation zwischen den Instituten dienen, wenn es um die Diskussion und Abstimmung von Fragen z. B. der Organisation von Studium und Lehre, der Inhalte von Studiengängen oder der Schwerpunktsetzungen geht“. Er hat den Status einer Fachgruppe der Gesellschaft, die Geschäftsstelle der DGPs in Berlin betreut auch den Fakultätentag. Vorsitzender des Fakultätentages ist der Trierer Professor Conny H. Antoni.

## Angebote der DGPs
Für die Mitglieder und die Öffentlichkeit werden verschiedene Dienstleistungen angeboten. Dazu gehören:
- Epertendatenbank, wo Ansprechpersonen zu verschiedenen Themen ür Interviews, Hintergrundgespräche, wissenschaftliche Stellungnahmen etc. zur Verfügung stehen.[19]
- Studienführer Psychologie für Interessenten an einem Psychologiestudium (Hauptfach, andere Studiengänge)[20] Es werden auch verschiedene Self Assessments aufgeführt, wo man ermitteln kann, ob ein Psychologiestudium das Richtige für jemanden ist.
- Qualitätssiegel für psychologische Studiengänge, die in Bezug auf Struktur und Inhalt den Empfehlungen der DGPs folgen und die gewisse Mindeststandards der Wissenschaftlichkeit und Forschungsorientierung einhalten.[21]
- Zentrum für wissenschaftlich-psychologische Dienstleistungen (DGPs) der TransMIT GmbH macht psychologische Dienstleistungen verfügbar. Beauftragt von der Deutschen Gesellschaft für Psychologie, stützen sich die Dienstleistungen auf dem aktuellen Stand von Wissenschaft und Forschung.[22] Die Weiterbildung Rechtspsychologie ist bereits etabliert.[23]
- Studieneignungstest für den Bachelorstudiengang Psychologie BaPsy-DGPs. Seit 2023 können Interessierte ihre Chancen für die Zulassung mit der Teilnahme am bundeseinheitlichen Studieneignungstest BaPsy-DGPs erhöhen. Der Test ist freiwillig und kann im NC-Fach Psychologie zusätzliche Punkte für die Zulassung bringen.[24]
- Mitglieder können Stellenangebote beim Stellenportal PsychJob des Hogrefe Verlages[25] kostenlos aufgeben und werden per Rundmail über neue Stellenangebote informiert.[26]

## Fachgruppen der DGPs
Die verschiedenen Teildisziplinen der Psychologie sind in Fachgruppen organisiert. Fachgruppen haben aus ihren Reihen Experten benannt, die Auskunft zu speziellen Themen geben können. Die meisten davon unterhalten eine eigene Homepage mit spezifischen Informationen:
- Allgemeine Psychologie: Wahrnehmung, Aufmerksamkeit, Denken, Sprache, Lernen, Gedächtnis, Motivation und Emotion
- Arbeits-, Organisations- und Wirtschaftspsychologie: Wechselbeziehungen zwischen Arbeits- und Organisationsbedingungen und menschlichem Erleben und Verhalten
- Biologische Psychologie und Neuropsychologie: Anatomische und physiologische Grundlagen menschlichen Verhaltens und Erlebens sowie physiologische Effekte psychologischer Prozesse; Neuronale Bedingungen psychologischer Prozesse
- Differentielle Psychologie, Persönlichkeitspsychologie und psychologische Diagnostik: Individuelle Besonderheiten und interindividuelle Unterschiede – Anwendung psychologischen Wissens auf den Einzelfall, Beschreibung, Erklärung und Prognose von Verhalten
- Entwicklungspsychologie: Veränderungsprozesse über die Lebensspanne inklusive Gerontopsychologie – Besonderheiten psychischer Funktionen im höheren Alter
- Geschichte der Psychologie: Historische Entwicklung der Psychologie als eigenständige Wissenschaft
- Gesundheitspsychologie: Personale, soziale und strukturelle Einflussfaktoren für die körperliche und seelische Gesundheit
- Ingenieurpsychologie: gegründet 2018 (Beschluss der Mitgliederversammlung der DGPs vom 19. September 2018)
- Klinische Psychologie und Psychotherapie: Bedingungen von Krankheit und Gesundheit sowie Entwicklung von verhaltens- und erlebensverändernden Interventionen inklusive Rehabilitationspsychologie: Anwendung psychologischer Kenntnisse in der Rehabilitation
- Medienpsychologie: Menschliches Erleben und Verhalten im Zusammenhang mit der Nutzung von Medien
- Methoden & Evaluation: Verfahren der Datenerhebung und der Datenauswertung, Untersuchungsplanung und Wissenschaftstheorie; Untersuchungspläne und Verfahren zur Überprüfung von Interventionen im Hinblick auf zu definierende Standards und Kriterien
- Pädagogische Psychologie: Pädagogisch beeinflussbare Kompetenzen, Fertigkeiten, Überzeugungssysteme und Werthaltungen
- Rechtspsychologie: Anwendung psychologischer Theorien, Methoden und Erkenntnisse auf Fragestellungen, die sich aus der Gestaltung und Anwendung des Rechts ergeben
- Sozialpsychologie: Beeinflussung von Verhalten, Erleben und Urteilen durch den sozialen Kontext
- Sportpsychologie: Sportpsychologie beschäftigt sich mit den vielschichtigen Zusammenhängen zwischen Körper und Geist
- Umweltpsychologie: Einstellungen zur Umwelt und Umweltbewusstsein, umweltbezogenes Verhalten und Gestaltung eines ökologisch gesunden Lebensumfeldes
- Verkehrspsychologie: Wechselbeziehungen zwischen menschlichem Erleben und Verhalten und technischen Verkehrssystemen sowie dem Verkehrsumfeld
- Der Fakultätentag hat den Status einer Fachgruppe.

Die österreichischen Psychologen hatten sich parallel zur  Gründung der eigenen Wissenschaftsgesellschaft ÖGP 1993 in einer Regionalgruppe Österreich mit dem Status einer Fachgruppe organisiert, um die DGPs als internationale Fachorganisation zu stärken, auf nationale berufspolitische Anliegen als Vertretung der Wissenschaft durch die ÖGP aber Einfluss zu nehmen. Diese hatte bis 1999/2000 Bestand und wurde durch Schwinden der Bedenken gegen eine formale Trennung von der DGPs durch Beschluss der Mitglieder wieder aufgelöst.

## Preise und Ehrungen
Die DGPs zeichnet verantwortlich für die folgenden Preise und Ehrungen:
- Ehrung für das Wissenschaftliche Lebenswerk für herausragende wissenschaftliche Leistungen und Verdienste über einen langen Zeitraum hinweg
- Wilhelm-Wundt-Medaille für herausragende wissenschaftliche Leistungen im Fach Psychologie, verliehen an aktive Forscherpersönlichkeiten, die durch bedeutende Arbeiten in der empirisch-psychologischen Grundlagenforschung höchste fachliche Anerkennung erfahren haben Damit ist die Ehrenmitgliedschaft in der Deutschen Gesellschaft für Psychologie verbunden
- Charlotte- und Karl-Bühler-Preis für jüngere Wissenschaftler, deren wissenschaftliches Werk den Rang eines Forschungsprogramms erreicht hat
- Heinz-Heckhausen-Jungwissenschaftlerpreis für herausragende Dissertationen
- Preis für Wissenschaftspublizistik un Wissenschaftskommunikation für Journalisten, die sich um die Darstellung psychologischer Forschung in den Medien verdient gemacht haben
- Förderpreis für Qualitätssicherung in der Psychologie für Personen oder Institutionen, die sich um die Förderung bzw. Sicherung von wissenschaftlicher Qualität in der psychologischen Forschung, Lehre und / oder Anwendung verdient gemacht haben
- Franz-Emanuel-Weinert-Preis für hervorragende Forschung, wobei diese Arbeit der Öffentlichkeit erfolgreich näher gebracht wurde
- Martin-Irle-Preis für Mentoren, die in besonderem Maße Studierende, Doktoranden oder Habilitanden befähigt und motiviert haben, eine wissenschaftliche Laufbahn in der Psychologie einzuschlagen
- William-Stern-Preis für hervorragende innovative Arbeiten auf dem Gebiet der Persönlichkeits- und Differentiellen Psychologie[30]
- Ehrenmitgliedschaft in der DGPs: Der Vorstand kann Persönlichkeiten, die sich besondere Verdienste um die Psychologie erworben haben, zu Ehrenmitgliedern ernennen. Die Auszeichnung mit der Wilhem-Wundt-Medaille bedeutet ebenfalls eine Ehrenmitgliedschaft in der DGPs.[31]

Gemeinsam mit dem BDP, der Bundespsychotherapeutenkammer und dem Leibniz-Zentrum für Psychologische Information und Dokumentation (ZPID) verleiht sie den Deutschen Psychologiepreis, der seit 1992 herausragende Leistungen in der psychologischen Forschung mit hoher praktischer Bedeutung auszeichnet.

## Geschichte
Es gab ältere psychologische Gesellschaften, etwa die Berliner medicinisch-psychologische Gesellschaft, gegründet 1867 von Wilhelm Griesinger. Sie beschäftigte sich vorwiegend mit psychiatrischen, aber auch psychologischen Fragen, Psychologen wie Moriz Lazarus und Heyman Steinthal gehörten zu den Gründern. Psychologische Fragen wurden aber schrittweise übergangen und der Name 1879 in Berliner medicinisch-neurologische Gesellschaft geändert. 1886 wurde in München die Psychologische Gesellschaft und 1888 in Berlin die Gesellschaft für Experimental-Psychologie gegründet, beide fusionierten 1890 zur Gesellschaft für Psychologische Forschung - von der Münchner Gesellschaft hatte sich vorher eine Gesellschaft für Experimentalpsychologie getrennt. Diese Gesellschaften beschäftigten sich vor allem mit Hypnotismus und verwandten Erscheinungen (wie Telepathie, Mediuminsmus oder Spiritismus). Die Gründung der DGPs geht auch zurück auf den Kampf gegen diversen Unfug, der dem Publikum als Psychologie verkauft wurde.
Die DGPs wurde am 20. April 1904 in Gießen als Gesellschaft für experimentelle Psychologie gegründet. Initiator war Georg Elias Müller (1850–1934), der mit seinen Kollegen Ebbinghaus, Külpe, Meumann, Schumann und Sommer ein Initiativ-Komitee bildete und zum Kongress nach Gießen einlud (der Veranstalter des ersten Kongresses war Sommer). Dort wurde von den Teilnehmern die Gesellschaft dann gegründet, Müller wurde der erste Präsident.
Experimental psychology existiert im angelsächsischen Raum heute noch als eigenständige Forschungsrichtung der Allgemeinen Psychologie. Der Name der Gesellschaft wurde 1929 in die heutige Bezeichnung umgewandelt. Mit der seit 1959 (begründet von Heinrich Düker und Werner Traxel) und bis heute regelmäßig stattfindenden jährlichen Tagung experimentell arbeitender Psychologen (TeaP) wird die experimentelle Tradition fortgesetzt, die bevorzugte Konferenzsprache ist heute Englisch und die Orientierung liegt auf der Förderung des wissenschaftlichen Nachwuchses aus dem deutschen Sprachraum, die als Referenten dort mit erfahrenen Forschern zusammentreffen. Es wird auch der englischsprachige Name Conference of Experimental Psychologists zunehmend verwendet. 2019 fand sie mit London erstmals in einem nicht deutschsprachigen Land statt. Sie ist aber keine Veranstaltung der DGPs, sondern wird von Institut zu Institut als Veranstalter weitergereicht.
1945 wurde die DGPs durch das Besatzungsrecht automatisch aufgelöst. Die Neugründung 1947 durch Gustav Johannes von Allesch galt zunächst für die britische Besatzungszone. In der amerikanischen Besatzungszone wurde die Gesellschaft 1948 in Würzburg neu gegründet. Erster Vorsitzender dort war Gustav Kafka. Beide Teile der Gesellschaft wurden am 2. Oktober 1948 vereinigt und erweiterten ihren Geltungsbereich „zonenungebunden“ auf ganz Deutschland. Allesch wurde Vorsitzender, Kafka folgte ihm 1951 nach. Lange Jahre war deshalb der Sitz der Gesellschaft Göttingen.
Der BDP als Berufsverband deutscher Psychologen wurde 1946 gegründet und vereinte die in Psychologieberufen tätigen Fachpersonen. Es gab anfangs Bestrebungen, eine einheitliche Fachgesellschaft für wissenschaftliche und berufsständische Fragen zu bilden. Man konnte sich nicht darauf einigen und wählte 1964 die Gründung einer Föderation.

### Gesellschaft für Psychologie der DDR
Bis 1961 waren auch Wissenschaftler aus der DDR Mitglieder der DGPs und besuchten deren Kongresse. Nach dem Mauerbau wurde am 19. Oktober 1962 die Gesellschaft für Psychologie der DDR gegründet. Erster Vorsitzender war Werner Straub aus Dresden bis 1968. Ihm folgten Friedhart Klix bis 1975, Adolf Kossakowski bis 1989 und Hans-Dieter Rösler, der dies bis zur Auflösung am 3. November 1990 war. Die Gesellschaft hatte eine Fachzeitschrift, Probleme und Ergebnisse der Psychologie, abgelöst durch die Psychologie für die Praxis. Die Gesellschaft veranstaltete sieben Kongresse und war zugleich Berufsverband und Wissenschaftsgesellschaft. Höhepunkt war die Ausrichtung des XXII. Internationalen Kongresses für Psychologie 1980 der International Union of Psychological Science in Leipzig (100 Jahre Gründung des ersten Instituts für Experimentelle Psychologe durch Wilhelm Wundt in Leipzig), der Kongresspräsident war Friedhart Klix. Auch für die Klinische Psychologie konnte eine enge Zusammenarbeit mit den medizinischen Fachgesellschaften und ab 1981 ein analog zum Facharzt angelegtes postgraduales Studium mit dem Abschluss Fachpsychologe der Medizin etabliert werden.
Die Psychologen der DDR wurden ab 1962 genötigt, aus der DGPs auszutreten – einige führten die Mitgliedschaft offiziell oder inoffiziell fort. Die DGPs erlaubte diesem Personenkreis eine beitragsfreie Fortführung der Mitgliedschaft, auf Wunsch auch ohne eine Aufnahme in öffentlich zugängliche Mitgliederverzeichnisse. Diese nie abgebrochene Verbindung war auch eine Ursache, dass die wissenschaftliche Ausrichtung der Psychologie in der DDR international blieb.

### Deutsch oder deutschsprachig?
Mindestens bis zur deutschen Wiedervereinigung verstand sich die DGPs als deutschsprachige Fachgesellschaft. So fanden Kongresse auch in Salzburg, Wien und Zürich statt, Schweizer und österreichische Fachkollegen waren Vorstandsmitglieder. Danach gerieten vor allem die psychologiespezifischen Probleme Deutschlands stärker in den Mittelpunkt der Arbeit. Deshalb war eine nationale Interessenvertretung abgestimmt auf die politischen Herausforderungen Deutschlands notwendig.
Eigenständige nationale Interessenvertretungen waren in Österreich und der Schweiz auch für wichtige politischen Fragen (Vertretung der „nationalen“ Psychologie im Rahmen der Psychologie- bzw. Psychotherapiegesetzgebung) notwendig. Nicht zuletzt deshalb hat sich in Österreich 1993 die Österreichische Gesellschaft für Psychologie (ÖGP) neu gegründet. In der Schweiz gibt es die Schweizerische Gesellschaft für Psychologie (SGP) schon seit 1943.
Nach wie vor sind Doppelmitgliedschaften in der DGPs und SGP bzw. ÖGP verbreitet und der Kongress in Wien 2024 sowie der geplante Kongress in Luxemburg 2026 festigen die Verbindung der deutschsprachigen Psychologie.

## Vorsitzende (ab 1974 Präsidenten)
Sowohl der Gesellschaft für Experimentelle Psychologie als auch der Deutschen Gesellschaft für Psychologie. Neuwahlen finden gegenwärtig mit den alle zwei Jahre abgehaltenen Kongressen statt (s. u.):
- 1904–1927 Georg Elias Müller, Göttingen
- 1927–1928 Karl Marbe, Würzburg
- 1928–1931 Karl Bühler, Wien
- 1932–1933 William Stern, Hamburg
- 1934–1936 Felix Krueger, Leipzig
- 1937–1939 Erich Rudolf Jaensch, Marburg
- 1940–1945 Oswald Kroh, Berlin (1945 Auflösung)
  - 1947–1949 Gustav Johannes von Allesch, Göttingen (Wiederbegründung für britische Besatzungszone)
  - 1948–1949 Gustav Kafka, Würzburg (Wiederbegründung für amerikanische Besatzungszone)
- 1949–1951 Gustav Johannes von Allesch, Göttingen (2. Oktober 1949 Vereinigung und „zonenungebundene“ Erweiterung)
- 1951–1953 Gustav Kafka, Würzburg
- 1954–1955 Philipp Lersch, München
- 1955–1959 Friedrich Sander, Bonn
- 1960 Hubert Rohracher, Wien
- 1961–1964 Wolfgang Metzger, Münster
- 1964–1966 Wilhelm Karl Arnold, Würzburg
- 1966–1968 Rudolf Bergius, Tübingen
- 1968–1970 Carl Friedrich Graumann, Heidelberg
- 1970–1972 Theo Herrmann, Mannheim
- 1972–1974 Kurt Pawlik, Hamburg
- 1974–1976 Hubert Feger, Aachen
- 1976–1978 Martin Irle, Mannheim
- 1978–1980 Erwin Roth, Salzburg
- 1980–1982 Heinz Heckhausen, München
- 1982–1984 Hans-Joachim Kornadt, Saarbrücken
- 1984–1986 Franz Emanuel Weinert, München
- 1986–1988 Klaus Foppa, Bern
- 1988–1990 Gerd Lüer, Göttingen
- 1990–1992 Jürgen Bredenkamp, Bonn
- 1992–1994 Urs Baumann, Salzburg
- 1994–1996 Hans Spada, Freiburg
- 1996–1998 Manfred Amelang, Heidelberg
- 1998–2000 Rainer Kluwe, Hamburg
- 2000–2002 Rainer K. Silbereisen, Jena
- 2002–2004 Wolfgang Schneider, Würzburg
- 2004–2006 Hannelore Weber, Greifswald
- 2006–2008 Marcus Hasselhorn, Göttingen
- 2008–2010 Ursula Staudinger, Bremen
- 2010–2012 Peter A. Frensch, Berlin
- 2012–2014 Jürgen Margraf, Bochum
- 2014–2016 Andrea Abele-Brehm, Erlangen
- 2016–2018 Conny H. Antoni, Trier
- 2018–2020 Birgit Spinath, Heidelberg
- 2020–2022 Markus Bühner, LMU München
- 2022–2024  Stefan Schulz-Hardt, Göttingen
- seit 2024 Eva-Lotta Brakemeier, Greifswald

## Wissenschaftliche Kongresse und Veranstalter
Die Kongresse finden in der Regel im Zweijahres-Rhythmus statt.

### Gesellschaft für Experimentelle Psychologie
- 1904 01. Gießen – Robert Sommer
- 1906 02. Würzburg – Oswald Külpe
- 1908 03. Frankfurt – Karl Marbe
- 1910 04. Innsbruck – Franz Hillebrand
- 1912 05. Berlin – Carl Stumpf
- 1914 06. Göttingen – Georg Elias Müller
- 1921 07. Marburg – Erich Rudolf Jaensch
- 1923 08. Leipzig – Felix Krueger
- 1925 09. München – Erich Becher
- 1927 10. Bonn – Gustav Wilhelm Störring
- 1929 11. Wien – Karl Bühler Hier wurde die Umbenennung beschlossen.

### Deutsche Gesellschaft für Psychologie
- 1931 12. Hamburg – William Stern
- 1933 13. Leipzig – Felix Krueger
- 1934 14. Tübingen – Oswald Kroh
- 1936 15. Jena – Friedrich Sander
- 1938 16. Bayreuth – D. Kolb
- 1948 17. Göttingen – Johannes G. von Allesch
- 1951 18. Marburg – Heinrich Düker
- 1953 19. Köln – Udo Undeutsch
- 1955 20. Berlin – Oswald Kroh
- 1957 21. Bonn – Friedrich Sander
- 1959 22. Heidelberg – Johannes Rudert
- 1962 23. Würzburg – Wilhelm Karl Arnold
- 1964 24. Wien – Hubert Rohracher
- 1966 25. Münster – Wilhelm Witte
- 1968 26. Tübingen – Reinhold Bergius
- 1970 27. Kiel – Hermann Wegener
- 1972 28. Saarbrücken – Peter Orlik
- 1974 29. Salzburg – Erwin Roth
- 1976 30. Regensburg – Adolf Vukovich
- 1978 31. Mannheim – Lothar Michel
- 1980 32. Zürich – Norbert Bischof
- 1982 33. Mainz – Otto Ewert
- 1984 34. Wien – Brigitte Rollett
- 1986 35. Heidelberg – Manfred Amelang
- 1988 36. Berlin – Klaus Eyferth
- 1990 37. Kiel – Dieter Frey
- 1992 38. Trier – Leo Montada
- 1994 39. Hamburg – Kurt Pawlik
- 1996 40. München – Heinz Mandl
- 1998 41. Dresden – Winfried Hacker
- 2000 42. Jena – Rainer K. Silbereisen
- 2002 43. Berlin – Elke van der Meer
- 2004 44. Göttingen – Thomas Rammsayer
- 2006 45. Nürnberg – Friedrich Lösel
- 2008 46. Berlin – Peter A. Frensch (in Verbindung mit dem 29. Weltkongress der International Union of Psychological Science)
- 2010 47. Bremen – Franz Petermann
- 2012 48. Bielefeld – Rainer Riemann
- 2014 49. Bochum – Onur Güntürkün
- 2016 50. Jubiläumskongress, Leipzig – Immo Fritsche
- 2018 51. Frankfurt am Main – Holger Horz und Johannes Hartig
- 2020 Entfall des in Wien geplanten Kongresses  (COVID-19), nachgeholt als 53. Kongress 2024
- 2022 52. Hildesheim – Christina Bermeitinger
- 2024 53. Wien (in Verbindung mit der 14. Wissenschaftlichen Tagung der ÖGP) – Ulrich Ansorge
- 2026 54. Luxemburg - Robert Kumsta